# Famille Disney
Cette page explique l’histoire ou répertorie les différents membres de la famille Disney.
Pour les articles homonymes, voir Disney.
Cette page présente les principaux membres de la famille Disney à l'exception des suivants qui ont leurs pages propres :
- Walt Disney ;
- Roy O. Disney, frère de Walt et cofondateur de la Walt Disney Company ;
- Roy E. Disney, fils du précédent et neveu de Walt, qui a participé à la direction de la compagnie ;
- Diane Disney Miller, fille de Walt Disney et épouse de Ron Miller ;
- Ron Miller, gendre de Walt Disney et ancien directeur de la compagnie ;
- Christopher D. Miller, petit-fils de Walt Disney et assistant réalisateur, ayant travaillé pour la compagnie.

## Histoire du patronyme Disney
D'après des archives encore exploitables, le nom Disney est apparu en Angleterre durant la seconde moitié du Moyen Âge.
En 1066, deux soldats normands, le seigneur Hugues d'Isigny (né Hugues Suhard), « gardien et maître du port d’Isigny-sur-Mer », et son fils Robert, participent à la conquête d'Angleterre par Guillaume le Conquérant, représentée sur la tapisserie de Bayeux. Ils sont natifs d'Isigny-sur-Mer, un petit village situé près de l'embouchure de la Vire, à 10 km de Carentan (vers l'est) et à 30 km de Bayeux (vers l'ouest). Après la conquête, Hugues d'Isigny et son fils décidèrent de rester sur le sol anglais. Au fil des ans leur nom s'anglicise et se transforme progressivement en « Disney » (Disney se prononce « Dizni » en anglais) et donne notamment son nom au petit village de Norton Disney près de la ville de Lincoln.

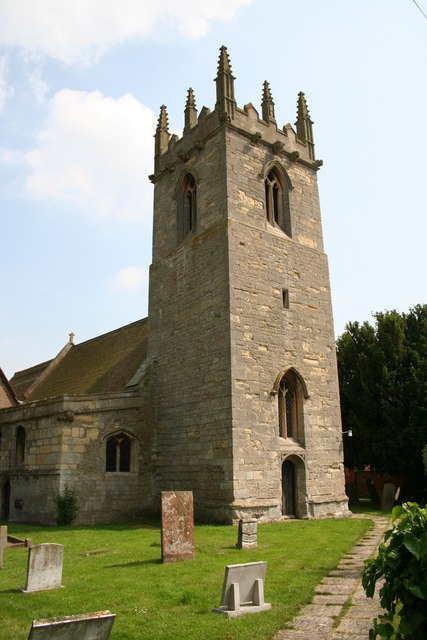
Tour de l'église St. Peter de Norton Disney.
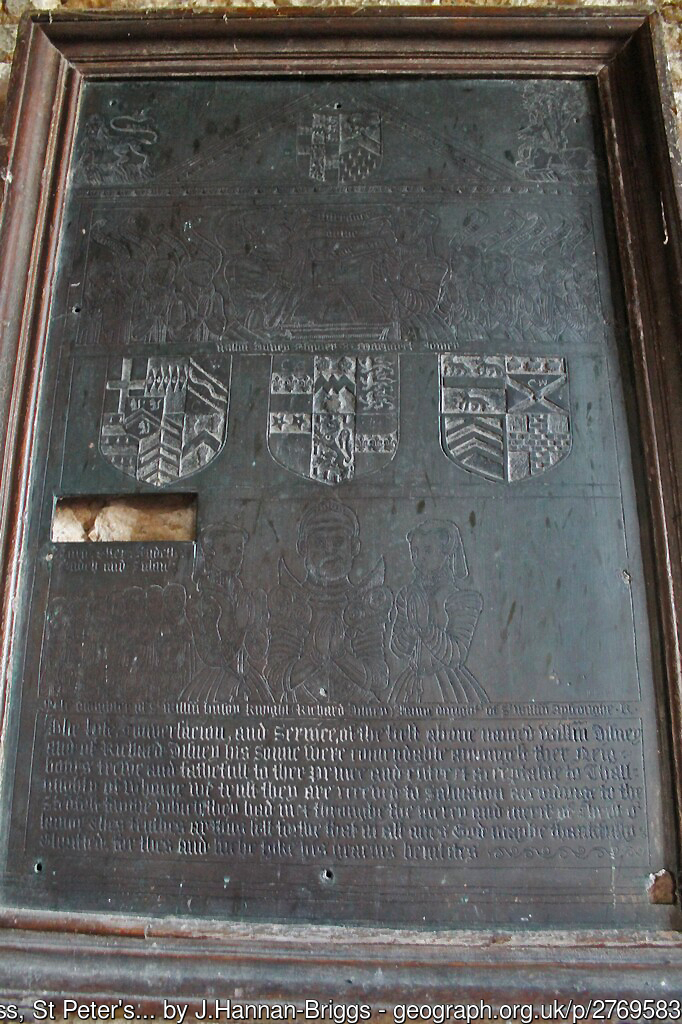
Plaque Disney dans l'église St. Peter de Norton Disney.

Une plaque datée d'approximativement 1578 commémore une soumission, probablement à la suite du Pèlerinage de Grâce de 1536, de William Disney et Richard Disney accompagnés de leurs femmes (une pour William et deux pour Richard) et leurs enfants,. La plaque a été découpée pour effacer les noms des sept enfants de Richard mais un archidiacre les avait consignés dans les archives. C'est la plus vieille mention du nom Disney. Cette plaque est en réalité un palimpseste de pierre, la réutilisation de la plaque inaugurale d'une chapelle Saint-Martin à Middelbourg en Hollande construite en 1518 et détruite par un incendie en 1575. La plaque a été découpée en deux parties et on a utilisé le dos pour en faire d'autres plaques, l'autre moitié a été retrouvée dans l'église All Saints de West Lavington. On peut aussi y voir les armoiries de la famille Disney à savoir trois Fleur de lys.
L'hypothèse la plus couramment utilisée, voudrait que la famille de Walt Disney soit une branche de la famille Disney d'Angleterre qui aurait émigré au XVIIe siècle en Irlande.

## Arbre généalogique
|                            |                            |                            |                            |                               |                               |                               |                               |                               |                               |                      |                      |                      |                      |           |           |                              |                              |                              |                              |                              |                              |                             |                             |                             |                             |                             |                             |                                |                                |                                |                                |                                |                                |                           |                           |                           |                           |                           |                           |                           |                           |                           |                           |                           |                           |                           |                           |                                   |                                   |                                   |                                   |                                   |                                   |                              |                              |                              |                              |                            |                            |                            |                            |  |  |                         |                         |                         |                         |                         |                         |  |  |                            |                            |                            |                            |                            |                            |  |  |                      |                      |                      |                      |                      |                      |  |  |                            |                            |                            |                            |                            |                            |  |  |        |        |        |        |        |        |  |  |                                 |                                 |                                 |                                 |                                 |                                 |  |  |                              |                              |                              |                              |                              |                              |  |  |                           |                           |                           |                           |                             |                             |                             |                             |                             |                             |                        |                        |                               |                               |                               |                               |                               |                               |                   |                   |                     |                     |                     |                     |                       |                       |                       |                       |                       |                       |
|                            |                            |                            |                            |                               |                               |                               |                               |                               |                               |                      |                      |                      |                      |           |           |                              |                              |                              |                              |                              |                              |                             |                             |                             |                             |                             |                             |                                |                                |                                |                                |                                |                                |                           |                           |                           |                           |                           |                           |                           |                           |                           |                           |                           |                           |                           |                           |                                   |                                   |                                   |                                   |                                   |                                   |                              |                              |                              |                              |                            |                            |                            |                            |  |  |                         |                         |                         |                         |                         |                         |  |  |                            |                            |                            |                            |                            |                            |  |  |                      |                      |                      |                      |                      |                      |  |  |                            |                            |                            |                            |                            |                            |  |  |        |        |        |        |        |        |  |  |                                 |                                 |                                 |                                 |                                 |                                 |  |  |                              |                              |                              |                              |                              |                              |  |  |                           |                           |                           |                           |                             |                             |                             |                             |                             |                             |                        |                        |                               |                               |                               |                               |                               |                               |                   |                   |                     |                     |                     |                     |                       |                       |                       |                       |                       |                       |
|                            |                            |                            |                            | Arundel E. Disney (1801-1880) | Arundel E. Disney (1801-1880) | Arundel E. Disney (1801-1880) | Arundel E. Disney (1801-1880) | Arundel E. Disney (1801-1880) | Arundel E. Disney (1801-1880) |                      |                      |                      |                      |           |           | Maria Swan (1814-1896)       | Maria Swan (1814-1896)       | Maria Swan (1814-1896)       | Maria Swan (1814-1896)       | Maria Swan (1814-1896)       | Maria Swan (1814-1896)       |                             |                             |                             |                             |                             |                             | Robert Disney (-)              | Robert Disney (-)              | Robert Disney (-)              | Robert Disney (-)              | Robert Disney (-)              | Robert Disney (-)              |                           |                           |                           |                           |                           |                           |                           |                           |                           |                           |                           |                           |                           |                           |                                   |                                   |                                   |                                   |                                   |                                   |                              |                              |                              |                              |                            |                            |                            |                            |  |  |                         |                         |                         |                         |                         |                         |  |  |                            |                            |                            |                            |                            |                            |  |  |                      |                      |                      |                      |                      |                      |  |  |                            |                            |                            |                            |                            |                            |  |  |        |        |        |        |        |        |  |  |                                 |                                 |                                 |                                 |                                 |                                 |  |  |                              |                              |                              |                              |                              |                              |  |  |                           |                           |                           |                           |                             |                             |                             |                             |                             |                             |                        |                        |                               |                               |                               |                               |                               |                               |                   |                   |                     |                     |                     |                     |                       |                       |                       |                       |                       |                       |
|                            |                            |                            |                            | Arundel E. Disney (1801-1880) | Arundel E. Disney (1801-1880) | Arundel E. Disney (1801-1880) | Arundel E. Disney (1801-1880) | Arundel E. Disney (1801-1880) | Arundel E. Disney (1801-1880) |                      |                      |                      |                      |           |           | Maria Swan (1814-1896)       | Maria Swan (1814-1896)       | Maria Swan (1814-1896)       | Maria Swan (1814-1896)       | Maria Swan (1814-1896)       | Maria Swan (1814-1896)       |                             |                             |                             |                             |                             |                             | Robert Disney (-)              | Robert Disney (-)              | Robert Disney (-)              | Robert Disney (-)              | Robert Disney (-)              | Robert Disney (-)              |                           |                           |                           |                           |                           |                           |                           |                           |                           |                           |                           |                           |                           |                           |                                   |                                   |                                   |                                   |                                   |                                   |                              |                              |                              |                              |                            |                            |                            |                            |  |  |                         |                         |                         |                         |                         |                         |  |  |                            |                            |                            |                            |                            |                            |  |  |                      |                      |                      |                      |                      |                      |  |  |                            |                            |                            |                            |                            |                            |  |  |        |        |        |        |        |        |  |  |                                 |                                 |                                 |                                 |                                 |                                 |  |  |                              |                              |                              |                              |                              |                              |  |  |                           |                           |                           |                           |                             |                             |                             |                             |                             |                             |                        |                        |                               |                               |                               |                               |                               |                               |                   |                   |                     |                     |                     |                     |                       |                       |                       |                       |                       |                       |
|                            |                            |                            |                            |                               |                               |                               |                               |                               |                               |                      |                      |                      |                      |           |           |                              |                              |                              |                              |                              |                              |                             |                             |                             |                             |                             |                             |                                |                                |                                |                                |                                |                                |                           |                           |                           |                           |                           |                           |                           |                           |                           |                           |                           |                           |                           |                           |                                   |                                   |                                   |                                   |                                   |                                   |                              |                              |                              |                              |                            |                            |                            |                            |  |  |                         |                         |                         |                         |                         |                         |  |  |                            |                            |                            |                            |                            |                            |  |  |                      |                      |                      |                      |                      |                      |  |  |                            |                            |                            |                            |                            |                            |  |  |        |        |        |        |        |        |  |  |                                 |                                 |                                 |                                 |                                 |                                 |  |  |                              |                              |                              |                              |                              |                              |  |  |                           |                           |                           |                           |                             |                             |                             |                             |                             |                             |                        |                        |                               |                               |                               |                               |                               |                               |                   |                   |                     |                     |                     |                     |                       |                       |                       |                       |                       |                       |
|                            |                            |                            |                            |                               |                               |                               |                               |                               |                               |                      |                      |                      |                      |           |           |                              |                              |                              |                              |                              |                              |                             |                             |                             |                             |                             |                             |                                |                                |                                |                                |                                |                                |                           |                           |                           |                           |                           |                           |                           |                           |                           |                           |                           |                           |                           |                           |                                   |                                   |                                   |                                   |                                   |                                   |                              |                              |                              |                              |                            |                            |                            |                            |  |  |                         |                         |                         |                         |                         |                         |  |  |                            |                            |                            |                            |                            |                            |  |  |                      |                      |                      |                      |                      |                      |  |  |                            |                            |                            |                            |                            |                            |  |  |        |        |        |        |        |        |  |  |                                 |                                 |                                 |                                 |                                 |                                 |  |  |                              |                              |                              |                              |                              |                              |  |  |                           |                           |                           |                           |                             |                             |                             |                             |                             |                             |                        |                        |                               |                               |                               |                               |                               |                               |                   |                   |                     |                     |                     |                     |                       |                       |                       |                       |                       |                       |
|                            |                            |                            |                            | 15 enfants                    | 15 enfants                    | 15 enfants                    | 15 enfants                    | 15 enfants                    | 15 enfants                    |                      |                      |                      |                      |           |           | Kepple E. Disney (1832-1891) | Kepple E. Disney (1832-1891) | Kepple E. Disney (1832-1891) | Kepple E. Disney (1832-1891) | Kepple E. Disney (1832-1891) | Kepple E. Disney (1832-1891) |                             |                             |                             |                             |                             |                             | Mary J. Richardson (1838-1909) | Mary J. Richardson (1838-1909) | Mary J. Richardson (1838-1909) | Mary J. Richardson (1838-1909) | Mary J. Richardson (1838-1909) | Mary J. Richardson (1838-1909) |                           |                           |                           |                           |                           |                           |                           |                           |                           |                           |                           |                           |                           |                           |                                   |                                   |                                   |                                   |                                   |                                   |                              |                              |                              |                              |                            |                            |                            |                            |  |  |                         |                         |                         |                         |                         |                         |  |  |                            |                            |                            |                            |                            |                            |  |  |                      |                      |                      |                      |                      |                      |  |  |                            |                            |                            |                            |                            |                            |  |  |        |        |        |        |        |        |  |  |                                 |                                 |                                 |                                 |                                 |                                 |  |  |                              |                              |                              |                              |                              |                              |  |  |                           |                           |                           |                           |                             |                             |                             |                             |                             |                             |                        |                        |                               |                               |                               |                               |                               |                               |                   |                   |                     |                     |                     |                     |                       |                       |                       |                       |                       |                       |
|                            |                            |                            |                            | 15 enfants                    | 15 enfants                    | 15 enfants                    | 15 enfants                    | 15 enfants                    | 15 enfants                    |                      |                      |                      |                      |           |           | Kepple E. Disney (1832-1891) | Kepple E. Disney (1832-1891) | Kepple E. Disney (1832-1891) | Kepple E. Disney (1832-1891) | Kepple E. Disney (1832-1891) | Kepple E. Disney (1832-1891) |                             |                             |                             |                             |                             |                             | Mary J. Richardson (1838-1909) | Mary J. Richardson (1838-1909) | Mary J. Richardson (1838-1909) | Mary J. Richardson (1838-1909) | Mary J. Richardson (1838-1909) | Mary J. Richardson (1838-1909) |                           |                           |                           |                           |                           |                           |                           |                           |                           |                           |                           |                           |                           |                           |                                   |                                   |                                   |                                   |                                   |                                   |                              |                              |                              |                              |                            |                            |                            |                            |  |  |                         |                         |                         |                         |                         |                         |  |  |                            |                            |                            |                            |                            |                            |  |  |                      |                      |                      |                      |                      |                      |  |  |                            |                            |                            |                            |                            |                            |  |  |        |        |        |        |        |        |  |  |                                 |                                 |                                 |                                 |                                 |                                 |  |  |                              |                              |                              |                              |                              |                              |  |  |                           |                           |                           |                           |                             |                             |                             |                             |                             |                             |                        |                        |                               |                               |                               |                               |                               |                               |                   |                   |                     |                     |                     |                     |                       |                       |                       |                       |                       |                       |
|                            |                            |                            |                            |                               |                               |                               |                               |                               |                               |                      |                      |                      |                      |           |           |                              |                              |                              |                              |                              |                              |                             |                             |                             |                             |                             |                             |                                |                                |                                |                                |                                |                                |                           |                           |                           |                           |                           |                           |                           |                           |                           |                           |                           |                           |                           |                           |                                   |                                   |                                   |                                   |                                   |                                   |                              |                              |                              |                              |                            |                            |                            |                            |  |  |                         |                         |                         |                         |                         |                         |  |  |                            |                            |                            |                            |                            |                            |  |  |                      |                      |                      |                      |                      |                      |  |  |                            |                            |                            |                            |                            |                            |  |  |        |        |        |        |        |        |  |  |                                 |                                 |                                 |                                 |                                 |                                 |  |  |                              |                              |                              |                              |                              |                              |  |  |                           |                           |                           |                           |                             |                             |                             |                             |                             |                             |                        |                        |                               |                               |                               |                               |                               |                               |                   |                   |                     |                     |                     |                     |                       |                       |                       |                       |                       |                       |
|                            |                            |                            |                            |                               |                               |                               |                               |                               |                               |                      |                      |                      |                      |           |           |                              |                              |                              |                              |                              |                              |                             |                             |                             |                             |                             |                             |                                |                                |                                |                                |                                |                                |                           |                           |                           |                           |                           |                           |                           |                           |                           |                           |                           |                           |                           |                           |                                   |                                   |                                   |                                   |                                   |                                   |                              |                              |                              |                              |                            |                            |                            |                            |  |  |                         |                         |                         |                         |                         |                         |  |  |                            |                            |                            |                            |                            |                            |  |  |                      |                      |                      |                      |                      |                      |  |  |                            |                            |                            |                            |                            |                            |  |  |        |        |        |        |        |        |  |  |                                 |                                 |                                 |                                 |                                 |                                 |  |  |                              |                              |                              |                              |                              |                              |  |  |                           |                           |                           |                           |                             |                             |                             |                             |                             |                             |                        |                        |                               |                               |                               |                               |                               |                               |                   |                   |                     |                     |                     |                     |                       |                       |                       |                       |                       |                       |
|                            |                            |                            |                            |                               |                               |                               |                               |                               |                               |                      |                      |                      |                      | 9 enfants | 9 enfants | 9 enfants                    | 9 enfants                    | 9 enfants                    | 9 enfants                    |                              |                              | Elias C. Disney (1859-1941) | Elias C. Disney (1859-1941) | Elias C. Disney (1859-1941) | Elias C. Disney (1859-1941) | Elias C. Disney (1859-1941) | Elias C. Disney (1859-1941) |                                |                                |                                |                                |                                |                                | Flora Call (1868-1938)    | Flora Call (1868-1938)    | Flora Call (1868-1938)    | Flora Call (1868-1938)    | Flora Call (1868-1938)    | Flora Call (1868-1938)    |                           |                           | Robert Disney (1861-1953) | Robert Disney (1861-1953) | Robert Disney (1861-1953) | Robert Disney (1861-1953) | Robert Disney (1861-1953) | Robert Disney (1861-1953) |                                   |                                   |                                   |                                   |                                   |                                   |                              |                              |                              |                              |                            |                            |                            |                            |  |  |                         |                         |                         |                         |                         |                         |  |  |                            |                            |                            |                            |                            |                            |  |  |                      |                      |                      |                      |                      |                      |  |  |                            |                            |                            |                            |                            |                            |  |  |        |        |        |        |        |        |  |  |                                 |                                 |                                 |                                 |                                 |                                 |  |  |                              |                              |                              |                              |                              |                              |  |  |                           |                           |                           |                           |                             |                             |                             |                             |                             |                             |                        |                        |                               |                               |                               |                               |                               |                               |                   |                   |                     |                     |                     |                     |                       |                       |                       |                       |                       |                       |
|                            |                            |                            |                            |                               |                               |                               |                               |                               |                               |                      |                      |                      |                      | 9 enfants | 9 enfants | 9 enfants                    | 9 enfants                    | 9 enfants                    | 9 enfants                    |                              |                              | Elias C. Disney (1859-1941) | Elias C. Disney (1859-1941) | Elias C. Disney (1859-1941) | Elias C. Disney (1859-1941) | Elias C. Disney (1859-1941) | Elias C. Disney (1859-1941) |                                |                                |                                |                                |                                |                                | Flora Call (1868-1938)    | Flora Call (1868-1938)    | Flora Call (1868-1938)    | Flora Call (1868-1938)    | Flora Call (1868-1938)    | Flora Call (1868-1938)    |                           |                           | Robert Disney (1861-1953) | Robert Disney (1861-1953) | Robert Disney (1861-1953) | Robert Disney (1861-1953) | Robert Disney (1861-1953) | Robert Disney (1861-1953) |                                   |                                   |                                   |                                   |                                   |                                   |                              |                              |                              |                              |                            |                            |                            |                            |  |  |                         |                         |                         |                         |                         |                         |  |  |                            |                            |                            |                            |                            |                            |  |  |                      |                      |                      |                      |                      |                      |  |  |                            |                            |                            |                            |                            |                            |  |  |        |        |        |        |        |        |  |  |                                 |                                 |                                 |                                 |                                 |                                 |  |  |                              |                              |                              |                              |                              |                              |  |  |                           |                           |                           |                           |                             |                             |                             |                             |                             |                             |                        |                        |                               |                               |                               |                               |                               |                               |                   |                   |                     |                     |                     |                     |                       |                       |                       |                       |                       |                       |
|                            |                            |                            |                            |                               |                               |                               |                               |                               |                               |                      |                      |                      |                      |           |           |                              |                              |                              |                              |                              |                              |                             |                             |                             |                             |                             |                             |                                |                                |                                |                                |                                |                                |                           |                           |                           |                           |                           |                           |                           |                           |                           |                           |                           |                           |                           |                           |                                   |                                   |                                   |                                   |                                   |                                   |                              |                              |                              |                              |                            |                            |                            |                            |  |  |                         |                         |                         |                         |                         |                         |  |  |                            |                            |                            |                            |                            |                            |  |  |                      |                      |                      |                      |                      |                      |  |  |                            |                            |                            |                            |                            |                            |  |  |        |        |        |        |        |        |  |  |                                 |                                 |                                 |                                 |                                 |                                 |  |  |                              |                              |                              |                              |                              |                              |  |  |                           |                           |                           |                           |                             |                             |                             |                             |                             |                             |                        |                        |                               |                               |                               |                               |                               |                               |                   |                   |                     |                     |                     |                     |                       |                       |                       |                       |                       |                       |
|                            |                            |                            |                            |                               |                               |                               |                               |                               |                               |                      |                      |                      |                      |           |           |                              |                              |                              |                              |                              |                              |                             |                             |                             |                             |                             |                             |                                |                                |                                |                                |                                |                                |                           |                           |                           |                           |                           |                           |                           |                           |                           |                           |                           |                           |                           |                           |                                   |                                   |                                   |                                   |                                   |                                   |                              |                              |                              |                              |                            |                            |                            |                            |  |  |                         |                         |                         |                         |                         |                         |  |  |                            |                            |                            |                            |                            |                            |  |  |                      |                      |                      |                      |                      |                      |  |  |                            |                            |                            |                            |                            |                            |  |  |        |        |        |        |        |        |  |  |                                 |                                 |                                 |                                 |                                 |                                 |  |  |                              |                              |                              |                              |                              |                              |  |  |                           |                           |                           |                           |                             |                             |                             |                             |                             |                             |                        |                        |                               |                               |                               |                               |                               |                               |                   |                   |                     |                     |                     |                     |                       |                       |                       |                       |                       |                       |
| Herbert Disney (1888-1961) | Herbert Disney (1888-1961) | Herbert Disney (1888-1961) | Herbert Disney (1888-1961) | Herbert Disney (1888-1961)    | Herbert Disney (1888-1961)    |                               |                               | Louise Rast (-)               | Louise Rast (-)               | Louise Rast (-)      | Louise Rast (-)      | Louise Rast (-)      | Louise Rast (-)      |           |           | Raymond Disney (1890-1989)   | Raymond Disney (1890-1989)   | Raymond Disney (1890-1989)   | Raymond Disney (1890-1989)   | Raymond Disney (1890-1989)   | Raymond Disney (1890-1989)   |                             |                             | Alvah Fisher (-)            | Alvah Fisher (-)            | Alvah Fisher (-)            | Alvah Fisher (-)            | Alvah Fisher (-)               | Alvah Fisher (-)               |                                |                                | Roy O. Disney (1893-1971)      | Roy O. Disney (1893-1971)      | Roy O. Disney (1893-1971) | Roy O. Disney (1893-1971) | Roy O. Disney (1893-1971) | Roy O. Disney (1893-1971) |                           |                           | Edna Francis (1890-1984)  | Edna Francis (1890-1984)  | Edna Francis (1890-1984)  | Edna Francis (1890-1984)  | Edna Francis (1890-1984)  | Edna Francis (1890-1984)  |                           |                           | Walter E. Disney (1901-1966)      | Walter E. Disney (1901-1966)      | Walter E. Disney (1901-1966)      | Walter E. Disney (1901-1966)      | Walter E. Disney (1901-1966)      | Walter E. Disney (1901-1966)      |                              |                              | Lillian Bounds (1899-1997)   | Lillian Bounds (1899-1997)   | Lillian Bounds (1899-1997) | Lillian Bounds (1899-1997) | Lillian Bounds (1899-1997) | Lillian Bounds (1899-1997) |  |  | John L. Truyens (-1981) | John L. Truyens (-1981) | John L. Truyens (-1981) | John L. Truyens (-1981) | John L. Truyens (-1981) | John L. Truyens (-1981) |  |  | Ruth F. Disney (1903-1995) | Ruth F. Disney (1903-1995) | Ruth F. Disney (1903-1995) | Ruth F. Disney (1903-1995) | Ruth F. Disney (1903-1995) | Ruth F. Disney (1903-1995) |  |  | Theodore Beecher (-) | Theodore Beecher (-) | Theodore Beecher (-) | Theodore Beecher (-) | Theodore Beecher (-) | Theodore Beecher (-) |  |  |                            |                            |                            |                            |                            |                            |  |  |        |        |        |        |        |        |  |  |                                 |                                 |                                 |                                 |                                 |                                 |  |  |                              |                              |                              |                              |                              |                              |  |  |                           |                           |                           |                           |                             |                             |                             |                             |                             |                             |                        |                        |                               |                               |                               |                               |                               |                               |                   |                   |                     |                     |                     |                     |                       |                       |                       |                       |                       |                       |
| Herbert Disney (1888-1961) | Herbert Disney (1888-1961) | Herbert Disney (1888-1961) | Herbert Disney (1888-1961) | Herbert Disney (1888-1961)    | Herbert Disney (1888-1961)    |                               |                               | Louise Rast (-)               | Louise Rast (-)               | Louise Rast (-)      | Louise Rast (-)      | Louise Rast (-)      | Louise Rast (-)      |           |           | Raymond Disney (1890-1989)   | Raymond Disney (1890-1989)   | Raymond Disney (1890-1989)   | Raymond Disney (1890-1989)   | Raymond Disney (1890-1989)   | Raymond Disney (1890-1989)   |                             |                             | Alvah Fisher (-)            | Alvah Fisher (-)            | Alvah Fisher (-)            | Alvah Fisher (-)            | Alvah Fisher (-)               | Alvah Fisher (-)               |                                |                                | Roy O. Disney (1893-1971)      | Roy O. Disney (1893-1971)      | Roy O. Disney (1893-1971) | Roy O. Disney (1893-1971) | Roy O. Disney (1893-1971) | Roy O. Disney (1893-1971) |                           |                           | Edna Francis (1890-1984)  | Edna Francis (1890-1984)  | Edna Francis (1890-1984)  | Edna Francis (1890-1984)  | Edna Francis (1890-1984)  | Edna Francis (1890-1984)  |                           |                           | Walter E. Disney (1901-1966)      | Walter E. Disney (1901-1966)      | Walter E. Disney (1901-1966)      | Walter E. Disney (1901-1966)      | Walter E. Disney (1901-1966)      | Walter E. Disney (1901-1966)      |                              |                              | Lillian Bounds (1899-1997)   | Lillian Bounds (1899-1997)   | Lillian Bounds (1899-1997) | Lillian Bounds (1899-1997) | Lillian Bounds (1899-1997) | Lillian Bounds (1899-1997) |  |  | John L. Truyens (-1981) | John L. Truyens (-1981) | John L. Truyens (-1981) | John L. Truyens (-1981) | John L. Truyens (-1981) | John L. Truyens (-1981) |  |  | Ruth F. Disney (1903-1995) | Ruth F. Disney (1903-1995) | Ruth F. Disney (1903-1995) | Ruth F. Disney (1903-1995) | Ruth F. Disney (1903-1995) | Ruth F. Disney (1903-1995) |  |  | Theodore Beecher (-) | Theodore Beecher (-) | Theodore Beecher (-) | Theodore Beecher (-) | Theodore Beecher (-) | Theodore Beecher (-) |  |  |                            |                            |                            |                            |                            |                            |  |  |        |        |        |        |        |        |  |  |                                 |                                 |                                 |                                 |                                 |                                 |  |  |                              |                              |                              |                              |                              |                              |  |  |                           |                           |                           |                           |                             |                             |                             |                             |                             |                             |                        |                        |                               |                               |                               |                               |                               |                               |                   |                   |                     |                     |                     |                     |                       |                       |                       |                       |                       |                       |
|                            |                            |                            |                            |                               |                               |                               |                               |                               |                               |                      |                      |                      |                      |           |           |                              |                              |                              |                              |                              |                              |                             |                             |                             |                             |                             |                             |                                |                                |                                |                                |                                |                                |                           |                           |                           |                           |                           |                           |                           |                           |                           |                           |                           |                           |                           |                           |                                   |                                   |                                   |                                   |                                   |                                   |                              |                              |                              |                              |                            |                            |                            |                            |  |  |                         |                         |                         |                         |                         |                         |  |  |                            |                            |                            |                            |                            |                            |  |  |                      |                      |                      |                      |                      |                      |  |  |                            |                            |                            |                            |                            |                            |  |  |        |        |        |        |        |        |  |  |                                 |                                 |                                 |                                 |                                 |                                 |  |  |                              |                              |                              |                              |                              |                              |  |  |                           |                           |                           |                           |                             |                             |                             |                             |                             |                             |                        |                        |                               |                               |                               |                               |                               |                               |                   |                   |                     |                     |                     |                     |                       |                       |                       |                       |                       |                       |
|                            |                            |                            |                            |                               |                               |                               |                               |                               |                               |                      |                      |                      |                      |           |           |                              |                              |                              |                              |                              |                              |                             |                             |                             |                             |                             |                             |                                |                                |                                |                                |                                |                                |                           |                           |                           |                           |                           |                           |                           |                           |                           |                           |                           |                           |                           |                           |                                   |                                   |                                   |                                   |                                   |                                   |                              |                              |                              |                              |                            |                            |                            |                            |  |  |                         |                         |                         |                         |                         |                         |  |  |                            |                            |                            |                            |                            |                            |  |  |                      |                      |                      |                      |                      |                      |  |  |                            |                            |                            |                            |                            |                            |  |  |        |        |        |        |        |        |  |  |                                 |                                 |                                 |                                 |                                 |                                 |  |  |                              |                              |                              |                              |                              |                              |  |  |                           |                           |                           |                           |                             |                             |                             |                             |                             |                             |                        |                        |                               |                               |                               |                               |                               |                               |                   |                   |                     |                     |                     |                     |                       |                       |                       |                       |                       |                       |
|                            |                            |                            |                            |                               |                               |                               |                               |                               |                               |                      |                      |                      |                      |           |           |                              |                              |                              |                              |                              |                              |                             |                             |                             |                             |                             |                             | Patricia Dailey (1935-2012)    | Patricia Dailey (1935-2012)    | Patricia Dailey (1935-2012)    | Patricia Dailey (1935-2012)    | Patricia Dailey (1935-2012)    | Patricia Dailey (1935-2012)    |                           |                           | Roy E. Disney (1930-2009) | Roy E. Disney (1930-2009) | Roy E. Disney (1930-2009) | Roy E. Disney (1930-2009) | Roy E. Disney (1930-2009) | Roy E. Disney (1930-2009) |                           |                           | Diane Disney (1933-2013)  | Diane Disney (1933-2013)  | Diane Disney (1933-2013)  | Diane Disney (1933-2013)  | Diane Disney (1933-2013)          | Diane Disney (1933-2013)          |                                   |                                   | Ronald W. Miller (1933-2019)      | Ronald W. Miller (1933-2019)      | Ronald W. Miller (1933-2019) | Ronald W. Miller (1933-2019) | Ronald W. Miller (1933-2019) | Ronald W. Miller (1933-2019) |                            |                            |                            |                            |  |  |                         |                         |                         |                         |                         |                         |  |  |                            |                            |                            |                            |                            |                            |  |  |                      |                      |                      |                      |                      |                      |  |  |                            |                            |                            |                            |                            |                            |  |  |        |        |        |        |        |        |  |  |                                 |                                 |                                 |                                 |                                 |                                 |  |  |                              |                              |                              |                              |                              |                              |  |  |                           |                           |                           |                           | Robert B. Brown (1928-1967) | Robert B. Brown (1928-1967) | Robert B. Brown (1928-1967) | Robert B. Brown (1928-1967) | Robert B. Brown (1928-1967) | Robert B. Brown (1928-1967) |                        |                        | Sharon Mae Disney (1936-1993) | Sharon Mae Disney (1936-1993) | Sharon Mae Disney (1936-1993) | Sharon Mae Disney (1936-1993) | Sharon Mae Disney (1936-1993) | Sharon Mae Disney (1936-1993) |                   |                   | William S. Lund (-) | William S. Lund (-) | William S. Lund (-) | William S. Lund (-) | William S. Lund (-)   | William S. Lund (-)   |                       |                       |                       |                       |
|                            |                            |                            |                            |                               |                               |                               |                               |                               |                               |                      |                      |                      |                      |           |           |                              |                              |                              |                              |                              |                              |                             |                             |                             |                             |                             |                             | Patricia Dailey (1935-2012)    | Patricia Dailey (1935-2012)    | Patricia Dailey (1935-2012)    | Patricia Dailey (1935-2012)    | Patricia Dailey (1935-2012)    | Patricia Dailey (1935-2012)    |                           |                           | Roy E. Disney (1930-2009) | Roy E. Disney (1930-2009) | Roy E. Disney (1930-2009) | Roy E. Disney (1930-2009) | Roy E. Disney (1930-2009) | Roy E. Disney (1930-2009) |                           |                           | Diane Disney (1933-2013)  | Diane Disney (1933-2013)  | Diane Disney (1933-2013)  | Diane Disney (1933-2013)  | Diane Disney (1933-2013)          | Diane Disney (1933-2013)          |                                   |                                   | Ronald W. Miller (1933-2019)      | Ronald W. Miller (1933-2019)      | Ronald W. Miller (1933-2019) | Ronald W. Miller (1933-2019) | Ronald W. Miller (1933-2019) | Ronald W. Miller (1933-2019) |                            |                            |                            |                            |  |  |                         |                         |                         |                         |                         |                         |  |  |                            |                            |                            |                            |                            |                            |  |  |                      |                      |                      |                      |                      |                      |  |  |                            |                            |                            |                            |                            |                            |  |  |        |        |        |        |        |        |  |  |                                 |                                 |                                 |                                 |                                 |                                 |  |  |                              |                              |                              |                              |                              |                              |  |  |                           |                           |                           |                           | Robert B. Brown (1928-1967) | Robert B. Brown (1928-1967) | Robert B. Brown (1928-1967) | Robert B. Brown (1928-1967) | Robert B. Brown (1928-1967) | Robert B. Brown (1928-1967) |                        |                        | Sharon Mae Disney (1936-1993) | Sharon Mae Disney (1936-1993) | Sharon Mae Disney (1936-1993) | Sharon Mae Disney (1936-1993) | Sharon Mae Disney (1936-1993) | Sharon Mae Disney (1936-1993) |                   |                   | William S. Lund (-) | William S. Lund (-) | William S. Lund (-) | William S. Lund (-) | William S. Lund (-)   | William S. Lund (-)   |                       |                       |                       |                       |
|                            |                            |                            |                            |                               |                               |                               |                               |                               |                               |                      |                      |                      |                      |           |           |                              |                              |                              |                              |                              |                              |                             |                             |                             |                             |                             |                             |                                |                                |                                |                                |                                |                                |                           |                           |                           |                           |                           |                           |                           |                           |                           |                           |                           |                           |                           |                           |                                   |                                   |                                   |                                   |                                   |                                   |                              |                              |                              |                              |                            |                            |                            |                            |  |  |                         |                         |                         |                         |                         |                         |  |  |                            |                            |                            |                            |                            |                            |  |  |                      |                      |                      |                      |                      |                      |  |  |                            |                            |                            |                            |                            |                            |  |  |        |        |        |        |        |        |  |  |                                 |                                 |                                 |                                 |                                 |                                 |  |  |                              |                              |                              |                              |                              |                              |  |  |                           |                           |                           |                           |                             |                             |                             |                             |                             |                             |                        |                        |                               |                               |                               |                               |                               |                               |                   |                   |                     |                     |                     |                     |                       |                       |                       |                       |                       |                       |
|                            |                            |                            |                            |                               |                               |                               |                               |                               |                               |                      |                      |                      |                      |           |           |                              |                              |                              |                              |                              |                              |                             |                             |                             |                             |                             |                             |                                |                                |                                |                                |                                |                                |                           |                           |                           |                           |                           |                           |                           |                           |                           |                           |                           |                           |                           |                           |                                   |                                   |                                   |                                   |                                   |                                   |                              |                              |                              |                              |                            |                            |                            |                            |  |  |                         |                         |                         |                         |                         |                         |  |  |                            |                            |                            |                            |                            |                            |  |  |                      |                      |                      |                      |                      |                      |  |  |                            |                            |                            |                            |                            |                            |  |  |        |        |        |        |        |        |  |  |                                 |                                 |                                 |                                 |                                 |                                 |  |  |                              |                              |                              |                              |                              |                              |  |  |                           |                           |                           |                           |                             |                             |                             |                             |                             |                             |                        |                        |                               |                               |                               |                               |                               |                               |                   |                   |                     |                     |                     |                     |                       |                       |                       |                       |                       |                       |
| Roy P. Disney (1957-)      | Roy P. Disney (1957-)      | Roy P. Disney (1957-)      | Roy P. Disney (1957-)      | Roy P. Disney (1957-)         | Roy P. Disney (1957-)         |                               |                               | Susan Disney (1958-)          | Susan Disney (1958-)          | Susan Disney (1958-) | Susan Disney (1958-) | Susan Disney (1958-) | Susan Disney (1958-) |           |           | ? Lord                       | ? Lord                       | ? Lord                       | ? Lord                       | ? Lord                       | ? Lord                       |                             |                             | Abigail Disney (1960-)      | Abigail Disney (1960-)      | Abigail Disney (1960-)      | Abigail Disney (1960-)      | Abigail Disney (1960-)         | Abigail Disney (1960-)         |                                |                                | Pierre N. Hauser (-)           | Pierre N. Hauser (-)           | Pierre N. Hauser (-)      | Pierre N. Hauser (-)      | Pierre N. Hauser (-)      | Pierre N. Hauser (-)      |                           |                           | Timothy Disney (1961-)    | Timothy Disney (1961-)    | Timothy Disney (1961-)    | Timothy Disney (1961-)    | Timothy Disney (1961-)    | Timothy Disney (1961-)    |                           |                           | Christopher Disney Miller (1954-) | Christopher Disney Miller (1954-) | Christopher Disney Miller (1954-) | Christopher Disney Miller (1954-) | Christopher Disney Miller (1954-) | Christopher Disney Miller (1954-) |                              |                              | Joanna S. Miller (1956-)     | Joanna S. Miller (1956-)     | Joanna S. Miller (1956-)   | Joanna S. Miller (1956-)   | Joanna S. Miller (1956-)   | Joanna S. Miller (1956-)   |  |  | ? Runeare               | ? Runeare               | ? Runeare               | ? Runeare               | ? Runeare               | ? Runeare               |  |  | Tamara D. Miller (1957-)   | Tamara D. Miller (1957-)   | Tamara D. Miller (1957-)   | Tamara D. Miller (1957-)   | Tamara D. Miller (1957-)   | Tamara D. Miller (1957-)   |  |  | ? Scheer             | ? Scheer             | ? Scheer             | ? Scheer             | ? Scheer             | ? Scheer             |  |  | Jennifer L. Miller (1960-) | Jennifer L. Miller (1960-) | Jennifer L. Miller (1960-) | Jennifer L. Miller (1960-) | Jennifer L. Miller (1960-) | Jennifer L. Miller (1960-) |  |  | ? Goff | ? Goff | ? Goff | ? Goff | ? Goff | ? Goff |  |  | Walter E. Disney Miller (1961-) | Walter E. Disney Miller (1961-) | Walter E. Disney Miller (1961-) | Walter E. Disney Miller (1961-) | Walter E. Disney Miller (1961-) | Walter E. Disney Miller (1961-) |  |  | Ronald W. Miller Jr. (1963-) | Ronald W. Miller Jr. (1963-) | Ronald W. Miller Jr. (1963-) | Ronald W. Miller Jr. (1963-) | Ronald W. Miller Jr. (1963-) | Ronald W. Miller Jr. (1963-) |  |  | Patrick D. Miller (1967-) | Patrick D. Miller (1967-) | Patrick D. Miller (1967-) | Patrick D. Miller (1967-) | Patrick D. Miller (1967-)   | Patrick D. Miller (1967-)   |                             |                             | Victoria Brown (1966-)      | Victoria Brown (1966-)      | Victoria Brown (1966-) | Victoria Brown (1966-) | Victoria Brown (1966-)        | Victoria Brown (1966-)        |                               |                               | Brad Lund (1970-)             | Brad Lund (1970-)             | Brad Lund (1970-) | Brad Lund (1970-) | Brad Lund (1970-)   | Brad Lund (1970-)   |                     |                     | Michelle Lund (1970-) | Michelle Lund (1970-) | Michelle Lund (1970-) | Michelle Lund (1970-) | Michelle Lund (1970-) | Michelle Lund (1970-) |
| Roy P. Disney (1957-)      | Roy P. Disney (1957-)      | Roy P. Disney (1957-)      | Roy P. Disney (1957-)      | Roy P. Disney (1957-)         | Roy P. Disney (1957-)         |                               |                               | Susan Disney (1958-)          | Susan Disney (1958-)          | Susan Disney (1958-) | Susan Disney (1958-) | Susan Disney (1958-) | Susan Disney (1958-) |           |           | ? Lord                       | ? Lord                       | ? Lord                       | ? Lord                       | ? Lord                       | ? Lord                       |                             |                             | Abigail Disney (1960-)      | Abigail Disney (1960-)      | Abigail Disney (1960-)      | Abigail Disney (1960-)      | Abigail Disney (1960-)         | Abigail Disney (1960-)         |                                |                                | Pierre N. Hauser (-)           | Pierre N. Hauser (-)           | Pierre N. Hauser (-)      | Pierre N. Hauser (-)      | Pierre N. Hauser (-)      | Pierre N. Hauser (-)      |                           |                           | Timothy Disney (1961-)    | Timothy Disney (1961-)    | Timothy Disney (1961-)    | Timothy Disney (1961-)    | Timothy Disney (1961-)    | Timothy Disney (1961-)    |                           |                           | Christopher Disney Miller (1954-) | Christopher Disney Miller (1954-) | Christopher Disney Miller (1954-) | Christopher Disney Miller (1954-) | Christopher Disney Miller (1954-) | Christopher Disney Miller (1954-) |                              |                              | Joanna S. Miller (1956-)     | Joanna S. Miller (1956-)     | Joanna S. Miller (1956-)   | Joanna S. Miller (1956-)   | Joanna S. Miller (1956-)   | Joanna S. Miller (1956-)   |  |  | ? Runeare               | ? Runeare               | ? Runeare               | ? Runeare               | ? Runeare               | ? Runeare               |  |  | Tamara D. Miller (1957-)   | Tamara D. Miller (1957-)   | Tamara D. Miller (1957-)   | Tamara D. Miller (1957-)   | Tamara D. Miller (1957-)   | Tamara D. Miller (1957-)   |  |  | ? Scheer             | ? Scheer             | ? Scheer             | ? Scheer             | ? Scheer             | ? Scheer             |  |  | Jennifer L. Miller (1960-) | Jennifer L. Miller (1960-) | Jennifer L. Miller (1960-) | Jennifer L. Miller (1960-) | Jennifer L. Miller (1960-) | Jennifer L. Miller (1960-) |  |  | ? Goff | ? Goff | ? Goff | ? Goff | ? Goff | ? Goff |  |  | Walter E. Disney Miller (1961-) | Walter E. Disney Miller (1961-) | Walter E. Disney Miller (1961-) | Walter E. Disney Miller (1961-) | Walter E. Disney Miller (1961-) | Walter E. Disney Miller (1961-) |  |  | Ronald W. Miller Jr. (1963-) | Ronald W. Miller Jr. (1963-) | Ronald W. Miller Jr. (1963-) | Ronald W. Miller Jr. (1963-) | Ronald W. Miller Jr. (1963-) | Ronald W. Miller Jr. (1963-) |  |  | Patrick D. Miller (1967-) | Patrick D. Miller (1967-) | Patrick D. Miller (1967-) | Patrick D. Miller (1967-) | Patrick D. Miller (1967-)   | Patrick D. Miller (1967-)   |                             |                             | Victoria Brown (1966-)      | Victoria Brown (1966-)      | Victoria Brown (1966-) | Victoria Brown (1966-) | Victoria Brown (1966-)        | Victoria Brown (1966-)        |                               |                               | Brad Lund (1970-)             | Brad Lund (1970-)             | Brad Lund (1970-) | Brad Lund (1970-) | Brad Lund (1970-)   | Brad Lund (1970-)   |                     |                     | Michelle Lund (1970-) | Michelle Lund (1970-) | Michelle Lund (1970-) | Michelle Lund (1970-) | Michelle Lund (1970-) | Michelle Lund (1970-) |

## Biographies
Note : Les conjoint(e)s sont indiqués en italique.

### Première génération

#### Arundel Disney
Arundel Elias Disney (1801-1880) est l'arrière-grand-père paternel de Walt Disney.
Il voit le jour dans le Kilkenny en Irlande. Il serait un descendant de Hugues et Robert d'Isigny qui s'installèrent en Angleterre avec Guillaume le Conquérant en 1066.
Le 9 janvier 1832, il épouse Maria Swan (1814-1896) et le 2 novembre de la même année naît Kepple Disney. Quinze autres enfants suivent.
En 1834, Arundel et son frère Robert partent de Liverpool avec leurs familles dans l'intention de s'installer aux États-Unis. Ils y parviennent le 3 octobre ; ils ont mis environ un mois à traverser l'océan Atlantique.
Une fois sur le sol américain, les deux frères se séparent. Robert s'installe dans une ferme du Midwest, tandis qu'Arundel décide de s'établir à Goderich dans le comté de Huron en Ontario (Canada). Là, Arundel construit un moulin à proximité de la rivière Maitland (en) et gagne sa vie en vendant du blé ainsi que du bois, mais la relative fortune ne dure qu'un temps et bientôt les dettes s'accumulent.
Il rejoint en 1878 son fils Kepple à Ellis dans le Kansas, mais meurt deux ans plus tard.

### Deuxième génération

#### Kepple Disney
Kepple Elias Disney (2 novembre 1832 - 24 mai 1891) est le grand-père paternel de Walt Disney.
Fils d'Arundel Disney et de Maria Swan, il épouse le 18 mars 1858, Mary J. Richardson (30 mars 1838 - 10 mars 1909), une immigrante irlandaise.
En 1859, installés à Bluevale en Ontario (Canada), ils donnent naissance au premier de leurs onze enfants : Elias Charles (le père de Walt Disney). Kepple tentait à cette époque de subvenir aux besoins de sa famille en travaillant dans différents domaines (forage pétrolier, mines de sel, etc.)
En 1878, Kepple et ses deux fils, Elias et Robert, quittent le Canada pour la Californie, dans l'espoir de trouver de l'or. Faute de cela, Kepple est convaincu par un agent de l'Union Pacific Railroad d'acheter 81 hectares (200 acres) de terre près d'Ellis (Kansas).
Bientôt rejoints par le reste de la famille, ils construisent une maison en pisé avant d'exploiter une carrière avec laquelle ils peuvent se bâtir une maison en pierre, tout en prospérant grâce au bétail et au blé.
Kepple Disney meurt à l'âge de 59 ans.

### Troisième génération

#### Elias Disney

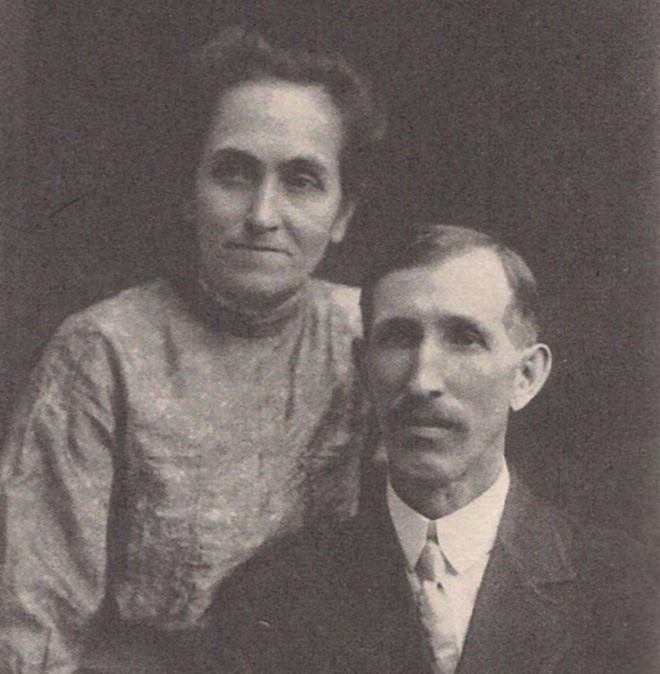
Elias et Flora Disney en 1913

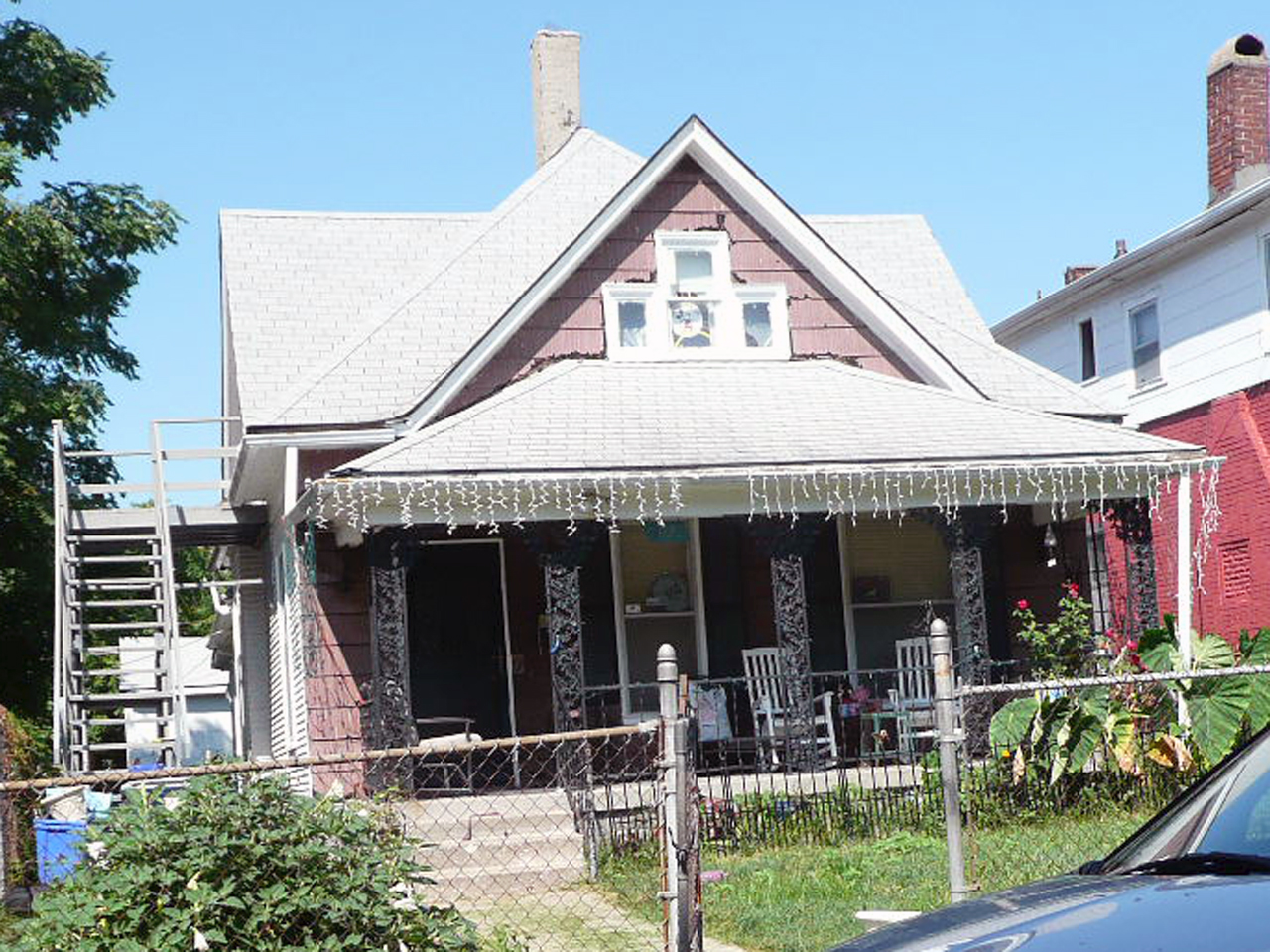
Maison des Disney à Kansas City, où grandit Walt Disney.

Elias Charles Disney (6 février 1859 - 13 septembre 1941) naît à Bluevale (en), dans le comté d'Huron en Ontario (Canada).
Fils de Kepple Disney et Mary Richardson, il travaille dans la nouvelle ferme de son père à Ellis (Kansas) jusqu'en 1884, puis est embauché dans un atelier de construction mécanique pour le chemin de fer (un de ses collègues est Walter Chrysler, futur cofondateur de l'empire Chrysler). Il participe ainsi à la construction de la ligne de l'Union Pacific Railroad qui traverse le Colorado. Il devient ensuite violoniste professionnel à Denver. Cette expérience se soldant par un échec, il revient à la ferme de son père.
Il part quelque temps plus tard pour la Floride avec la famille voisine, les Call, dont il épouse la fille Flora le 1er janvier 1888 à Acron. Ne parvenant à vivre ni de la culture d'agrumes, ni de la gérance d'un hôtel, le jeune couple part pour Chicago, où Elias devient ouvrier du bâtiment. Il travaille ainsi comme charpentier sur le chantier de l'Exposition universelle de 1893. Il a comme appui amical le pasteur de l'église Congrégationaliste Saint Paul, Walter Parr, dont il donne le prénom à son quatrième fils.
Inquiet de la criminalité croissante de la ville, Elias décide de s'installer en 1906 dans une ferme près de Marceline, dans le Missouri. La famille vend la ferme en 1909 et vit dans une maison louée jusqu'à leur départ en 1910 pour Kansas City où Elias tente de vivre en vendant des journaux, à titre indépendant pour le Kansas City Star, et embauchant ses fils.
À la fin des années 1930, grâce aux succès de Walt et de Roy, Elias et Flora emménagent à North Hollywood (Los Angeles).
Il meurt à Los Angeles à l'âge de 82 ans.
Flora Call lui donne cinq enfants :
- Herbert Arthur, né en 1888 ;
- Raymond Arnold, né en 1890 ;
- Roy Oliver, né en 1893 ;
- Walter Elias dit « Walt », né en 1901 ;
- Ruth Flora, née en 1903.

#### Flora Call
Flora Call (22 avril 1868 - 26 novembre 1938) est la femme d'Elias Disney et la mère de Walt Disney.
Elle est née à Steuben (en), dans le comté de Huron dans l'Ohio de Charles Call (22 mars 1823 - 6 janvier 1890) et Henrietta Gross (27 juillet 1837 - 21 février 1910). Elle exerce le métier d'institutrice avant d'épouser Elias Disney le 1er janvier 1888 à Acron, en Floride.
Entre 1889 et 1906, elle élève ses enfants et aide son mari à la conception de plans pour les maisons qu'il construit.
Elle meurt à l'âge de 70 ans dans la maison que ses fils lui avaient offerte à North Hollywood, à la suite d'une intoxication au monoxyde de carbone.

#### Robert Disney
Frère d'Elias, Robert Samuel Disney Sr. (7 août 1861, Canada - 28 juillet 1953, Los Angeles) s'installe en Californie et prend Charlotte Anne Hussey pour femme. Ils s'installent au 4406 Kingswell Avenue, maison construite en 1914 et qui voit débarquer Walt Disney en juillet 1923. En 1955, après presque trente années dans cette maison, ils déménagent juste à côté et ne quittent le quartier que dans les années 1970. Robert prête 500 dollars à son neveu Walt, ce qui lui permet de fonder la société Disney Brothers Studios.

### Quatrième génération

#### Herbert Disney
Herbert Arthur Disney (8 décembre 1888 - 29 janvier 1961), né à Acron en Floride, est le frère aîné de Walt Disney. Il fut employé des postes.

#### Raymond Disney
Raymond Arnold Disney (30 décembre 1890 - 24 mai 1989) est le second fils d'Elias et Flora Disney et travaillait dans le domaine de l'assurance.

#### Ruth Disney
Ruth Flora Disney (6 décembre 1903 - 7 avril 1995), née à Chicago est la sœur cadette de Walt Disney et le dernier enfant de la famille d'Elias et Flora Disney.
Elle s'installa à Portland dans l'Oregon et y épousa Theodore Beecher. Elle était amatrice d'orgues et acheta et restaura chez elle un orgue provenant d'un vieux théâtre.

#### Edna Francis
Edna Francis (16 janvier 1890 - 18 décembre 1984), née à Kansas City, est la femme de Roy Oliver Disney. Ils se sont connus à Kansas City et se sont mariés le 11 avril 1925 dans la maison de Robert Disney, oncle de Roy et Walt.
Le couple a eu un fils en 1930, Roy Edward, qui devient membre de la Walt Disney Company.

#### Lillian Bounds

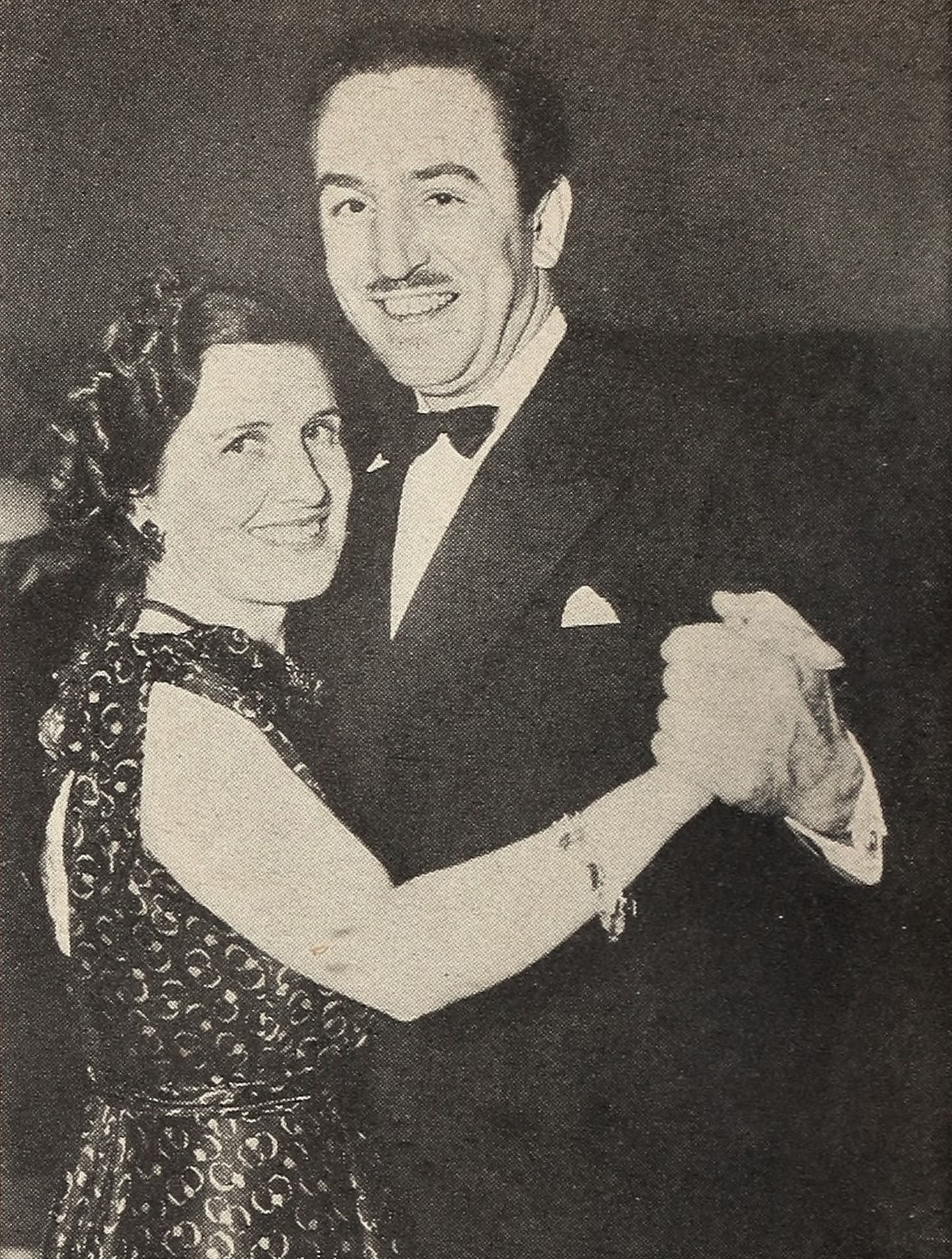
Lilian et Walt Disney dansant en 1939

Lillian Marie Bounds dite « Lilly » (15 février 1899 - 16 décembre 1997) est l'épouse de Walt Disney.
Après une éducation à Lewiston (Idaho), sa ville natale, Lillian partit à Los Angeles à la fin des années 1910 ou au début des années 1920 afin de trouver du travail. Il semble qu’elle ait eu des notions de dessin ce qui lui a permis de postuler pour des postes liés à l’animation.
Walt Disney l’engagea vers 1924 dans son studio comme intervalliste, ainsi elle gouacha les premiers Mickey Mouse. Sa sœur, Hazel Sewell née Bounds (1er mai 1898 - 22 janvier 1975) faisait aussi partie des intervallistes ; elle épousa en secondes noces le scénariste Bill Cottrell.
Le soir, tard, Walt voulait souvent ramener Lillian avec une collègue chez elles dans un vieux pickup que Walt et Roy avaient acheté pour les besoins du studio. Walt déposait toujours l’autre jeune femme d’abord. Lillian racontait principalement à Walt son enfance, dernière de dix enfants dans une forge et il adorait cela. Puis ils commencèrent à se fréquenter assidûment et à discuter tout le temps. Mais Walt refusa toutes les invitations de Lillian à rencontrer sa famille. Il ne désirait pas leur être présenté tant qu'il n’avait pas économisé assez d’argent pour s’acheter un nouveau costume. Il y alla ensuite immédiatement. Walt et Roy qui partageaient un appartement, commençaient à ne plus se supporter et se querellaient constamment. Le problème trouva une solution au début de 1925, quand Roy demanda en mariage sa petite amie de longue date, Edna Francis. Peu de temps après, le 13 juillet 1925, Walt et Lilly, comme il la surnommait, se marièrent à Lewiston.
Walt et Lillian eurent deux filles. Diane naquit le 19 décembre 1933 puis le couple prit la décision d’en adopter une seconde, Sharon, qui était née le 21 décembre 1936.
Après la mort de Walt Disney, elle épouse en 1969 John L. Truyens, qui meurt en 1981.
En 1987, Lillian Disney offrit 50 millions de dollars pour la construction d’un nouveau bâtiment destiné à l'Orchestre philharmonique de Los Angeles. Après plusieurs retards, le Walt Disney Concert Hall ouvrit en 2003, six années après la mort de Lillian Disney.
Elle meurt le 16 décembre 1997 à Los Angeles (Californie), d'un accident vasculaire cérébral à l'âge de 98 ans.
Sa filmographie comprend des travaux comme intervalliste, notamment sur Plane Crazy (1928).

### Cinquième génération

#### Sharon Disney
Sharon Mae Disney (21 décembre 1936-16 février 1993) est la fille cadette et adoptive de Walt Disney et sa femme Lillian Bounds. Elle a été adoptée à l'âge de deux semaines. La décision d'adoption fut prise par le couple Disney lorsqu'ils apprirent qu'ils ne pourraient plus concevoir d'enfant après la naissance de leur unique fille naturelle Diane Disney, née en 1933.
En 1957, âgée de 21 ans elle participe au film Johnny Tremain. Mais il semble que l'attention de Walt ne fut pas pleine et entière pour sa fille adoptive. À la mort de Walt et comme stipulé dans le testament de son père, elle ne reçut aucune action des Walt Disney Productions à la différence de Diane qui eut une partie des actions, des biens et un pouvoir de vote.
Sharon s'est mariée à deux reprises : la première fois avec Robert Borgfeldt Brown (mort en 1967), avec lequel elle a eu une fille, Victoria Brown (née en 1966) ; puis avec William S. Lund, avec lequel elle a eu des jumeaux, Brad et Michelle (nés en 1970). En 1984, elle a été nommée au directoire de la Walt Disney Company.
Elle meurt d'un cancer des poumons à l'âge de 56 ans le 16 février 1993.

#### Patricia Dailey
Patricia Ann Dailey, dite « Patty » (1935 - 3 février 2012), est l'ex-femme de Roy Edward Disney. Ils se sont mariés en 1955 et ont divorcé en 2007. Son frère est l'ancien ambassadeur américain en Irlande Peter H. Dailey.
Ensemble, ils ont eu quatre enfants :
- Roy Patrick Disney (né en 1957) ;
- Susan Disney Lord (née en 1958) ;
- Abigail Disney Hauser (née en 1960) ;
- Timothy Disney (né en 1961).

### Sixième génération

#### Roy P. Disney
Roy Patrick Disney (né en 1957) est le fils de Roy Edward Disney et Patricia Ann Dailey, petit-fils de Roy Oliver Disney et petit-neveu de Walt Disney. Il est fondateur et dirigeant d'une société d'investissement,. Il a participé au livre de David A. Bossert consacré à son père, Remembering Roy E. Disney : Memories and Photos of a Storied Life, dont il a écrit la préface et participe à certains évènements de la compagnie,. Le 18 juin 2014, Roy P. Disney au travers de Shamrock investit dans la société textile RevoLaze qui a développé une technique de laser imprimant des motifs sur ou vieillissant le jeans.

#### Abigail Disney
Abigail Edna Disney (née en 1960) est la fille de Roy Edward Disney et Patricia Ann Dailey et la sœur de Roy Patrick Disney. C'est une philanthrope et cinéaste, productrice de films et séries documentaires sur des sujets sociaux. Sa filmographie comprend, entre autres, Pray the Devil Back to Hell (2008), traitant de l'action de la lauréate du prix Nobel de la paix, Leymah Gbowee, au Liberia ; mais aussi The Queen of Versailles (2012), La Guerre invisible (2012) ou encore Hateship, Loveship (2013).
Elle est mariée depuis le 8 octobre 1988 à l'activiste Pierre Norman Hauser, avec qui elle a quatre enfants : Henry, Olivia, Charlotte et Eamon.